# Ana Sansão
Ana Sansão Timana é uma política e sindicalista moçambicana. Em 1977 ela fez parte do primeiro grupo de mulheres eleitas para a Assembleia da República.

## Biografia
Sansão foi candidata da FRELIMO nas eleições parlamentares de 1977, nas quais foi uma do primeiro grupo de 27 mulheres eleitas para a Assembleia da República. Foi reeleita para a Assembleia em 1986 pela Província de Maputo, como representante da Riopele. Mais tarde, ela serviu como secretária executiva da filial da Cidade e Província de Maputo da Organização dos Trabalhadores de Moçambique.